# Chuột biến đổi gen

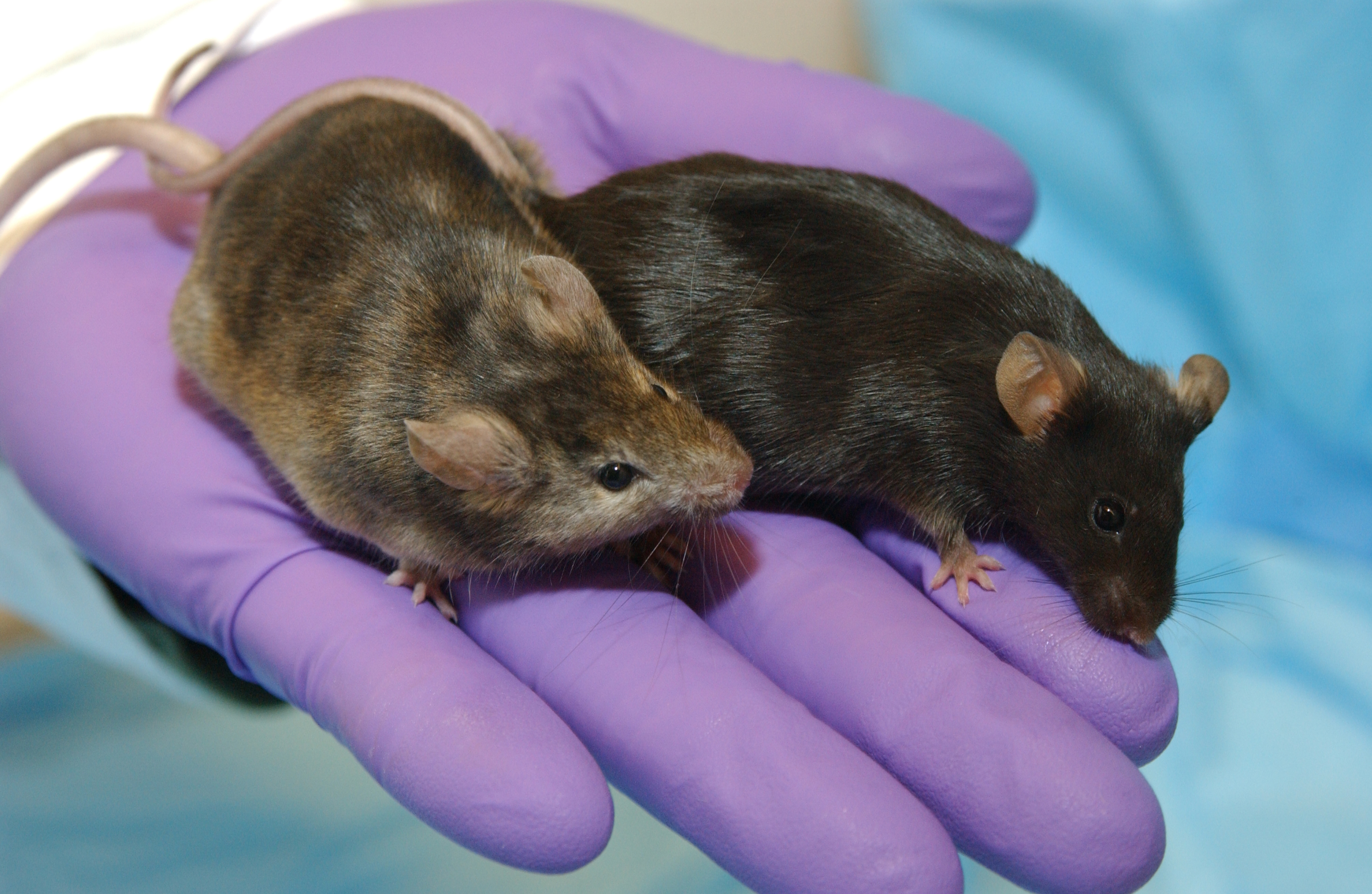
Hai con chuột biến đổi gen

Chuột biến đổi gen là các loại chuột nhà (Mus musculus), thông thường là chuột thí nghiệm được biến đổi bộ gen bằng công nghệ gen mà tạo ra, chúng được tạo ra để phục vụ cho nhu cầu nghiên cứu khoa học cũng như dùng làm vật thí nghiệm hay các sinh vật thử nghiệm cho những hội chứng bệnh tật của con người. Một con chuột biến đổi gen đã được ghi nhận sống đến 1819 ngày (gần năm năm). 

## Các thử nghiệm
Chuột knockout là một con chuột bị biến đổi gen trong đó các nhà nghiên cứu đã làm bất hoạt, hoặc "đánh sập", một gen hiện có bằng cách thay thế hoặc phá vỡ nó với một mảnh DNA nhân tạo. Sự mất mát của các hoạt động gen thường gây ra những thay đổi ở kiểu hình của một con chuột, trong đó bao gồm cả bề ngoài, hành vi và quan sát đặc điểm vật lý và sinh hóa khác.
Các gen từ loài Clostridium thermocellum đã được chuyển cho chuột biến đổi gen để có thể sản xuất men cellulase. Thí nghiệm này được dùng để tìm hiểu phương cách cải thiện khả năng tiêu hóa của các động vật có dạ dày đơn. Thí nghiệm trên chuột bị biến đổi gen để biểu hiện 1 dạng đột biến của gen APP ở người đã cho thấy có các đám rối sợi amyloid và các bệnh lý của não tương tự trong bệnh Alzheimer như sự suy giảm khả năng học hỏi về không gian.
Đại học Osaka đã lai tạo giống chuột biến đổi gen có khả năng hót như chim. Đây là sản phẩm của dự án "Chuột tiến hóa" với việc áp dụng công nghệ biến đổi gen  Đại học Harvard (Mỹ) nuôi được một con chuột biến đổi gen có thể "ngửi" ánh sáng trên cơ sở kết hợp protein nhạy sáng với hệ thống thu nhận khứu giác của chuột

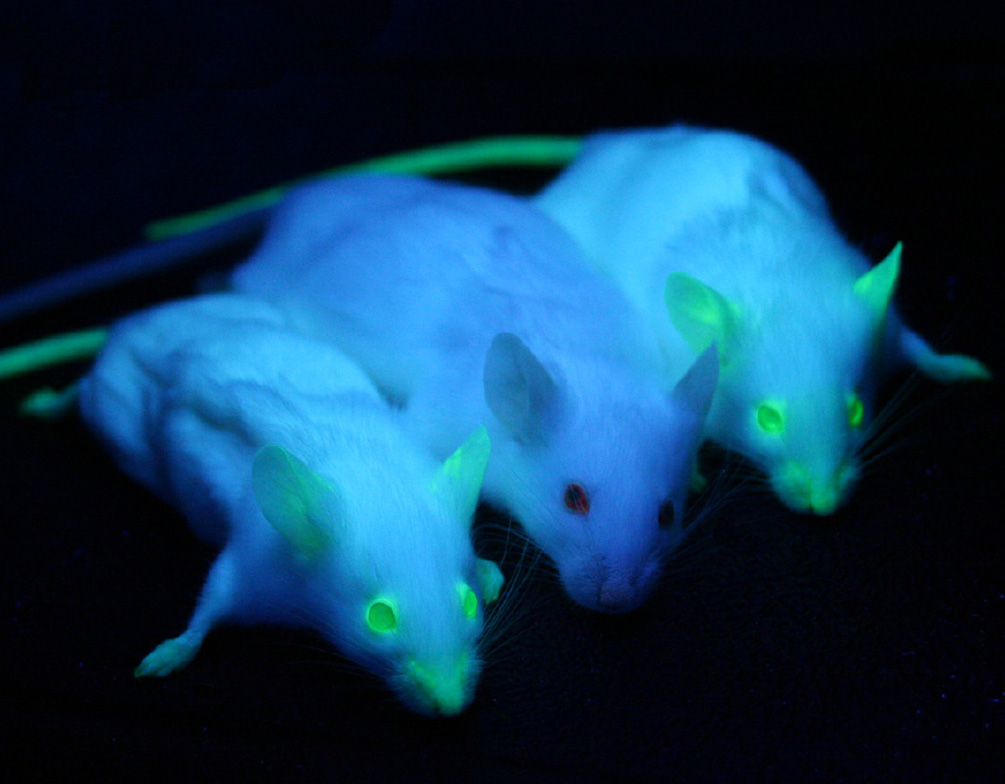
Hai con chuột phát sáng vì bị biến đổi gen

Chuột thông minh biến đổi gen NR2B, sản phẩm là chuột Hobbie-J biến đổi gen mang tính đặc biệt trong khu vực não đưa gen NR2B có chức năng nâng cao khả năng ghi nhớ và học tập vào não trước của chuột Hobbie-J. Sau đó, họ tiến hành phân tích những biểu hiện trên chuột biến đổi gen thông qua các cấp bậc khác nhau từ phân tử đến tế bào và toàn thể 
Phòng thí nghiệm Đại học Kyoto đang tiến hành các thí nghiệm về tế bào gốc đa năng (iPS) đã bị Bộ Khoa học Nhật Bản cảnh báo về sự tắc trách trong quản lý các con chuột biến đổi gen. Tổng cộng 21 con chuột, trong đó có năm con biến đổi gen, được tìm thấy trong một phòng khác không thuộc các phòng dành riêng để quản lý chúng tại Trung tâm Nghiên cứu và ứng dụng iPS. Trung tâm nghiên cứu này hiện đang quản lý khoảng 4.000 chuột thí nghiệm và 60-70% trong số này là chuột biến đổi gen
Khả năng phát hiện chất nổ DNT của chuột biến đổi gene cao gấp 500 lần chuột thường. Chuột phát hiện phần lớn mùi nhờ khoảng vài nghìn tế bào thần kinh cảm nhận mùi trong mũi. Nhưng kỹ thuật biến đổi gene khiến số lượng tế bào thần kinh cảm nhận mùi tăng lên tới một triệu nên khả năng phát hiện mùi DNT của chúng tăng lên tới 500 lần. Với khứu giác nhạy gấp 500 lần chuột thường, những con chuột biến đổi gene có thể trở thành công cụ phá mìn hiệu quả của con người.